# Nymphulodes franciscalis
Nymphulodes franciscalis är en fjärilsart som beskrevs av William Schaus 1906. Nymphulodes franciscalis ingår i släktet Nymphulodes och familjen Crambidae. Inga underarter finns listade i Catalogue of Life.